# Oneida (Tennessee)
Oneida ist eine Town und Gemeinde (incorporated place) im Scott County des US-Bundesstaates Tennessee in den Vereinigten Staaten von Amerika. Das U.S. Census Bureau hat bei der Volkszählung 2020 eine Einwohnerzahl von 3.787 ermittelt.

## Geographie
Der Ort liegt auf dem aus Sedimentgestein gebildeten, stellenweise stark zerfurchten Cumberland-Plateau. Die obere Bodenschicht ist meist dünn. Darunter liegt Sandstein, teilweise auch Kalkstein und Steinkohle.
Große Teile der unbebauten Landflächen sind locker bewaldet. Auf dem Gemeindegebiet von Oneida wird jedoch vor allem Südwesten des Orts auch Landwirtschaft praktiziert.
Oneida liegt nahe der Grenze zwischen Tennessee und Kentucky etwa 100 km nordwestlich von Knoxville. Benachbarte Orte sind Winfield im Nordosten sowie Helenwood und Huntsville im Süden. Richtung Westen ist das etwa 50 km entfernte Jamestown der nächste größere Ort. Zwischen Oneida und Jamestown liegt die Big South Fork-National Recreation Area.

## Geschichte
Das Cumberland-Plateau im Norden Tennessees wurde vor etwa 12.000 Jahren von Paläoindianern besiedelt, wie durch Funde im Big South Fork-Schutzgebiet westlich von Oneida belegt. Mit dem Übergang von der Woodland-Periode in die Mississippi-Kultur zogen die Indianer sukzessive in für den Ackerbau besser geeigneten Flusstäler und kehrten nur für die saisonale Jagd auf das Cumberland-Plateau zurück. Als im 18. Jahrhundert die ersten europäischen Siedler in die Region kamen, gab es nur sehr vereinzelte Indianersiedlungen auf dem Plateau.
Ende der 1860er-Jahre war Cincinnati bestrebt, nach dem Vorbild der mit ihr wirtschaftlich konkurrierenden Stadt Louisville eine Bahnanbindung nach Süden zu erhalten. Die von der Stadt am 26. Juni 1869 gegründete Cincinnati Southern Railway errichtete daher von 1877 bis 1880 eine Bahnstrecke nach Chattanooga, die durch das Gebiet der heutigen Gemeinde Oneida geführt wurde. Mehrere Dutzend Kilometer entfernt von bestehenden Siedlungen entstand dort ein Bahnhof für Zugkreuzungen, der Oneida genannt wurde. Die Herkunft des Namens ist nicht zweifelsfrei nachvollziehbar; angenommen wird jedoch meist eine Benennung nach der Stadt Oneida im Bundesstaat New York, woher mehrere Mitarbeiter der Bahngesellschaft stammten.
In den folgenden Jahren entstand eine Siedlung um die Bahnstation, die gemeindefreies Gebiet im Scott County war. 1905 beantragten die Bewohner beim Bundesstaat erstmals die formale Gründung einer Town. Dem Antrag wurde zunächst stattgegeben, doch wurde er 1907 durch den Staat zurückgezogen. Weitere Anträge in den Jahren 1909 und 1913 wurden abgelehnt, ehe einem vierten Antrag schließlich am 22. März 1917 stattgegeben wurde.
1904 war die Tennessee Railroad zum Transport von Holz gegründet worden, die eine Bahnstrecke von Oneida Richtung Süden nach Devonia und Fork Mountain errichtete. Diese stets nur im Güterverkehr genutzte Nebenstrecke ist seit 2004 außer Betrieb. 1913 gründete die Tennessee Coal & Lumber Company, ein Bergbau- und Forstbetrieb, die Oneida and Western Railroad (O&W) mit dem Ziel, eine Bahnstrecke von Oneida nach Albany zu bauen und betreiben. 1921 erreichte die Bahnstrecke das Gemeindegebiet von Jamestown; der Weiterbau nach Albany unterblieb. Ab den 1930er-Jahren war die Bahngesellschaft in finanziellen Schwierigkeiten und stellte den Betrieb schließlich zum 31. März 1954 ein.
In den ersten Jahrzehnten des 20. Jahrhunderts entwickelte sich der Ort zu einem lokalen Handelszentrum, insbesondere für den Kohlebergbau und die Holzwirtschaft im Umland. Nördlich des Bahnhofs entstand ein Ortszentrum. 1921 hatte der Ort etwa 20 Geschäfte, die 1904 als Scott County Bank gegründete, 1919 umbenannte First National Bank of Oneida, die First Trust & Savings Bank und eine Schule mit etwa 500 Schülern. In den folgenden Jahrzehnten entwickelte sich der Ort vor allem nach Norden. Die meisten Geschäfte sind heute etwa 1,5 km nördlich des früheren Zentrums gruppiert.

## Infrastruktur

### Verkehr
U.S. Highway 27 führt in Nord-Süd-Richtung durch das Ortsgebiet, Tennessee State Route 297 Richtung Westen und Tennessee State Route 456 Richtung Südosten.
Die ebenfalls in Nord-Süd-Richtung durch das Gemeindegebiet führende Bahnstrecke ist weiterhin Eigentum der Cincinnati Southern Railway und wird heute durch die Norfolk Southern Railway im Güterverkehr betrieben. Die abzweigende Nebenstrecke der Tennessee Railroad Richtung Südosten ist außer Betrieb.

### Bildung
Der Schulsprengel Oneida Independent School District für die örtliche Elementary School und eine High School mit Middle School umfasst ein größeres Gebiet als durch die Gemeindegrenzen definiert. Die beiden Schulgebäude liegen im Zentrum Oneidas. Im Westen des Orts liegt ferner eine Zweigstelle des Tennessee Colleges of Applied Technology aus Huntsville.

## Söhne und Töchter des Orts
- Mike Duncan (* 1951), Vorsitzender des Republican National Committee von 2007 bis 2009